# Škofijska palača Astorga
Škofijska palača Astorga je ena od le treh Stavb, ki jih je Antoni Gaudí realiziral zunaj Katalonije. Stoji južno od stolnice v središču mesta Astorga v provinci León v avtonomni skupnosti Kastilija in Leon.
Škofijska palača Astorga je na seznamu kulturnih spomenikov Bien de Interés Cultural Patrimonio histórico de España od 24. julija 1969.

## Prva gradbena faza: 1887–1893
Kmalu po tem, ko je Bautista Grau y Vallespinós leta 1886 nastopil funkcijo škofa Astorge, je škofova palača pogorela in bila je potrebna nova stavba. Tako kot Gaudí je bil tudi Gray Katalonec in je cenil njegov sodobni pristop. Poznala sta se vsaj od leta 1879. Vendar pa so bile Gaudijeve ideje preveč moderne za stolnico, ki je morala organizirati denar za gradnjo in se je upirala. Toda škof je prevladal in gradnja se je začela. Ker je država v veliki meri financirala gradnjo stavbe, je morala projekt odobriti tudi Kraljeva akademija za likovno umetnost San Fernando, kar je privedlo do nadaljnjih obsežnih razprav in sprememb prvotnega načrta iz leta 1887. Gaudí je med gradnjo v načrt vnesel še druge spremembe, kar za njegov način dela ni bilo nenavadno. Medtem ko je škof Grau prosil za prikaz gradbenih materialov, Gaudí tega ni želel z argumentom, da je bil za stavbo te vrste naveden »elegantnejši« naravni kamen. Škof Grau je umrl leta 1893. Takrat je v stavbi še manjkalo drugo nadstropje in streha. Prišlo je do zamrznitve gradnje in Gaudí je projekt opustil. Med naslednjimi tremi škofi Astorge je stavba ostala nedokončana.

## Druga gradbena faza: 1905–1914
Šele ko je škof Julián de Diego y García Alcolea (1904–1913) leta 1905 nastopil položaj, so se stvari spet začele odvijati. Sprva je zaman poskušal pridobiti Gaudíja za projekt. Madridskemu arhitektu Ricardu Garcíi Guereti je bila zaupana naloga, ne da bi se lahko vrnil na Gaudijev načrt. Stavbo je dokončal do leta 1914. Leta 1913 pa je škof Julian de Diego y García Alcolea zapustil škofijo in prevzel škofijo Salamanca.

## Uporaba
Novi škof Antonio Senso Lázaro (1913–1941) nove škofovske palače ni hotel uporabljati. Stavba je bila dolga leta prazna. Škofovska palača je bila od leta 1936 med špansko državljansko vojno lokalno vojaško poveljstvo. Leta 1963 je bil tu ustanovljen Museo de los Caminos (Muzej Jakobove poti). Še danes se še vedno uporablja izključno kot muzej. Škof tukaj ni nikoli bival.

## Opis
Grau in Gaudì sta se odločila, da bosta kompleks zgradila v neogotskem slogu. Kljub odmevom art nouveau ostaja v veliki meri zavezana tradicionalnemu nevogotskemu kanonu oblik: »Palača je dom nekoliko pedantne, akademske Sneguljčice«.
- Preddverje
- Urad vrhovnega sodnika škofije v pritličju
- Vhod
- Klet

### Organizacija stavbe
Tloris temelji na grškem križu, ima štiri krila in v vsakem vogalu je postavljen okrogel stolp. Stolp v severnem kotu ima nekoliko večji premer, spiralno stopnišče vodi do glavnega stopnišča stavbe. Objekt je obdan z jarkom, ki ima tudi funkcijo osvetlitve kleti, tako da se lahko uporablja kot celotno nadstropje. Tu naj bi bili nastanjeni predvsem pomožni prostori, kuhinja, vinska klet in arhiv. V primeru kasnejšega ponovnega načrtovanja je bil tu zagotovljen tudi majhen muzej, saj je imel škof Grau tudi močne zgodovinske interese. V pritličju naj bi bili pisarniški prostori in glavno škofijsko osebje za pravna vprašanja. V prvem nadstropju so bili škofova pisarna, njegovi bivalni prostori, prestolna soba, hišna kapela, jedilnica in dve sobi za goste, apartmaji za goste in knjižnica v drugem nadstropju.

### Zunanjost
Za zunanjo podobo so značilne neogotske oblike s črtami, ki kažejo na art nouveao, grajski videz in bel granit iz okolice El Bierza, ki je stavbo oblekel. Je »grad na luni«  in spominja na grad Neuschwanstein ali grad Pepelke v Disneylandu.
Sprednji portik, katerega trije loki (po en proti zahodu, jugu in vzhodu) se odpirajo kot lijak, je značilen za glavno južno fasado. Zasnova spominja na secesijske vhode v podzemni železnici, ki so bili ustvarjeni hkrati v Parizu.

### Notranjost
Tradicionalno je bilo v rezidencah plemstva in visoke duhovščine pogosto navada, da so sobe uredili okoli osrednjega dvorišča. Gaudí se načeloma drži te organizacije. So pa sobe v pritličju in prvem nadstropju okrog osrednje dvorane, dvorana v prvem nadstropju pa se razteza do drugega nadstropja. Podobo v dveh glavnih nadstropjih prevladujejo ogivalni oboki, ki se naslanjajo na granitne stebre in katerih rebra - kot tudi dimnik, vrata in nekateri okenski okvirji - sestavljajo rdečkaste, delno glazirane opeke, medtem ko so kupole obokov ometane in poslikane belo. Rebra oboka delno spremljajo okrasni trakovi v sgraffito tehniki na ometu. To daje prostorski vtis, ki spominja na hanzeatske mestne hiše. Številna okna so opremljena z barvnim steklom.
Danes se klet predstavlja kot velika dvorana, obokana z opečnimi oboki, ki stojijo na kamnitih stebrih.
- Jedilnica v 1. nadstropju
- Prestolna soba
- Kapela
- Kapitel

### Vrt
Zaradi velikosti razpoložljive posesti je bil park, ki je bil načrtovan že od začetka, le skromne velikosti. Prostor je omejevalo še dejstvo, da je bil tu zgrajen center za obiskovalce. Danes je vrt sodoben in zelo rezerviran. Tu so trije angelski liki iz cinkove pločevine (z železno konstrukcijo v notranjosti), ki so bili prvotno namenjeni kronanju strehe palače. Nastali so leta 1914 na podlagi Gaudijevih prvotnih modelov, starejših 20 let, vendar nikoli na strehi. Na vrtu so od leta 1970.

## Zanimivost
Škofovska palača Astorga je eno od treh del, ki jih je Antoni Gaudí ustvaril zunaj Katalonije. Ostali sta Casa Botines in Villa Quijano na Kantabriji. 